# Associazione italiana dei costituzionalisti
L'Associazione italiana dei costituzionalisti (AIC) è stata fondata l'11 ottobre 1985 per iniziativa di alcuni professori universitari con lo scopo dichiarato di «favorire l'approfondimento dello studio e dei metodi d'insegnamento del diritto costituzionale, promuovendo e coordinando incontri tra studiosi e ricerche collettive».

## Ruolo pubblico
Col tempo ha assunto sempre di più una funzione consultiva, divenendo spesso oggetto dell'attenzione dei vari poteri statuali e, più in generale, del mondo politico (si pensi, ad esempio, all'appello di 100 firme raccolte in occasione del cosiddetto Lodo Alfano). 
Ai sensi dell'art. 3, comma 1, dello Statuto dell'Associazione, "Hanno il diritto di far parte dell'Associazione i Professori straordinari e ordinari, anche fuori ruolo ed in pensione, che insegnino o abbiano insegnato, in tali qualità, discipline rientranti nei raggruppamenti per i concorsi universitari di prima fascia del diritto costituzionale e del diritto costituzionale italiano e comparato, nonché i Professori ordinari, anche fuori ruolo ed in pensione, che, pur insegnando o avendo insegnato discipline diverse, siano stati vincitori di concorso per professore di ruolo di prima fascia in materie rientranti in detti raggruppamenti"; in tal caso, "l'ammissione è dichiarata dal Consiglio direttivo a seguito di richiesta scritta dell'interessato" e "sul diniego di ammissione si pronuncia, a voto segreto, l'Assemblea, ove richiesto dall'interessato". Il comma 2 del medesimo articolo, poi, prevede che "Hanno comunque diritto a far parte dell'Associazione i Professori che sono stati presenti a una delle riunioni preparatorie per la costituzione dell'Associazione del 14 maggio 1984 e del 18 marzo 1985 ovvero hanno aderito all'iniziativa entro quest'ultima data".
Secondo l'art. 4 dello Statuto, "Possono inoltre far parte dell'Associazione, per cooptazione, proposta dal consiglio direttivo: a) i Professori di prima e di seconda fascia di materie inquadrate nel raggruppamento di istituzioni di diritto pubblico, la cui produzione afferisca specificamente al settore del diritto costituzionale; b) i professori di seconda fascia di materie inquadrate nel  raggruppamento di diritto costituzionale o in quello di diritto costituzionale italiano e comparato; c) insigni studiosi che abbiano dato un rilevante contributo alla scienza del diritto costituzionale". In tal caso, l'ammissione "è deliberata dall'Assemblea, a scrutinio segreto" e "non è efficace se, entro trenta giorni dalla comunicazione all'interessato, non è pervenuta all'A.I.C. l'accettazione accompagnata dalla prova dell'avvenuto pagamento della quota".
Oggi gran parte della sua attività è conoscibile via Internet attraverso il sito web dell'associazione.
L'attuale presidente è Renato Balduzzi. Hanno presieduto l'associazione anche Vezio Crisafulli (1984-1985), Alessandro Pace (nel 1985 e dal 2006 al 2009), Leopoldo Elia (1985-1988), Livio Paladin (1988-1991), Antonio La Pergola (1991-1994), Temistocle Martines (1994-1996), Paolo Barile (1996-1997), Federico Sorrentino (1997-2000), Sergio P. Panunzio (2000-2003), Sergio Bartole (2003-2006), Valerio Onida (2009-2012), Antonio D'Atena (2012-2015), Massimo Luciani (2015-2018), Gaetano Silvestri (2018-2021) e Sandro Staiano (2021-2024).
Il Consiglio direttivo per il triennio 2021-2024 è composto dai seguenti soci:
- Prof. Sandro Staiano, Presidente;
- Prof.ssa Elisabetta Catelani, Vice-Presidente;
- Prof.ssa Francesca Biondi, Segretaria;
- Prof. Massimo Cavino, Tesoriere;
- Prof. Fabrizio Politi;
- Prof.ssa Antonella Sciortino;
- Prof. Corrado Caruso;
- Prof. Claudio Panzera;
- Prof.ssa Giovanna Pistorio.

L'A.I.C. aderisce all'lnternational Association of Constitutional Law (IACL).

## Alcune aree tematiche dell'A.I.C.
L'A.I.C. sviluppa approfondimenti anche sui seguenti argomenti:
- neocostituzionalismo e neogiusnaturalismo;
- il valore normativo delle costituzioni;
- l'interpretazione, il bilanciamento e l'applicazione.

## I campi di attività dell'A.I.C.
Nel dettaglio, l'A.I.C. si interessa e si applica in svariati ambiti sociopolitici tra cui il multiculturalismo all'interno di uno Stato democratico relativamente alle disposizioni costituzionali.
Essa discute delle problematiche legate alla Costituzione italiana ed a quelle straniere. Interviene quando s'ipotizza o è in corso un procedimento di modificazione della nostra Costituzione e si fa promotrice di dibattiti, congressi e meeting per affrontare l'esigenza del cambiamento civile e sociale dello Stato e, conseguentemente, degli organi costituzionali dello stesso.
È anche attiva nei dibattiti relativi alla diatriba sui conflitti tra Costituzione nazionale e diritto dell'Unione europea (con particolare riguardo alla Costituzione europea) e sulle ingerenze dell'una sull'altra in materia di politica estera, interna o restrittiva in vari campi sociali o economici.
È impegnata altresì nel ritrovamento e nello studio delle situazioni e degli avvenimenti storici legati alle Costituzioni di tutto il mondo.
Dal 2007 l'Associazione organizza il premio nazionale "Opera prima - Sergio P. Panunzio" per giovani studiosi di diritto costituzionale.

## Le riviste
Dal 2010 l'Associazione pubblica una rivista telematica (intitolata inizialmente con lo stesso nome dell'Associazione e, successivamente, Rivista AIC). Dal 2013, inoltre, l'Associazione pubblica anche "Osservatorio costituzionale" ("Osservatorio AIC"), rivista telematica iscritta nel Registro Operatori della Comunicazione tenuto dall'AgCom.